# Rossella Como
Pour les articles homonymes, voir Como.
Rossella Como ou Rosella Como, née le 29 janvier 1939 à Rome dans la région du Latium et morte le 20 décembre 1986 dans la même ville, est une actrice et chanteuse italienne.

## Biographie
Rossella Como naît à Rome en 1939. Elle débute au cinéma en 1957 dans la comédie Pauvres mais beaux (Poveri ma belli) de Dino Risi, en jouant le petit rôle de l'une des fiancées d'Ettore Manni. Dino Risi lui confie ensuite le rôle d'Evelyne, une séduisante fille de bonne famille vaguement courtisé par Paolo Stoppa dans la comédie L'Impossible Isabelle (La Nonna Sabella),. Pour Carlo Ludovico Bragaglia, elle tourne dans plusieurs comédies, comme Lazzarella, Caporale di giornata et Io, mammeta e tu ou elle joue le rôle de la fille de Marisa Merlini.
Dans les années 1960, elle obtient de nombreux rôles et apparaît alors dans des comédies, des films d’aventures, des westerns et des péplums. Elle prend également part à des productions plus importantes, comme Huit et demi (Otto e mezzo) de Federico Fellini où elle joue le petit rôle d’une amie de Luisa (Anouk Aimée). Elle est aussi présente au théâtre, jouant notamment en 1965 avec Amedeo Nazzari dans la pièce Hanno rapito il presidente de Dino Verde. Son succès lui permet de présenter les concerts de la tournée italienne des Beatles en 1965. Elle s’essaie enfin à la chanson, avec plusieurs singles, dont La Luna de Roma et Frascati La Nuit.
Dans les années 1970, elle se fait plus rare au cinéma. En 1973, elle joue sur scène la comédie musicale Roma amor dans lequel elle alterne chansons folkloriques traditionnelles et lecture de sonnets de Carlo Alberto Salustri et Pier Paolo Pasolini. Succès en Italie, elle effectue ensuite avec cette pièce une tournée en Amérique latine et sort le single So’ una de Roma.
En 1983, elle fait un brillant retour au cinéma en jouant la mère snob de Christian De Sica dans la comédie de Noël Vacanze di Natale de Carlo Vanzina. Ce film marque la naissance d’un nouveau genre en Italie, le Ciné-panettone qui désigne ces comédies populaires destinés à sortir dans les salles pendant la période de Noël.
Elle meurt en 1986 d'un cancer à l'âge de 47 ans.

## Filmographie

### Au cinéma
- 1956 : Pauvres mais beaux (Poveri ma belli) de Dino Risi
- 1956 : Roland, prince vaillant (Orlando e i Paladini di Francia) de Pietro Francisci
- 1957 : L'Impossible Isabelle (La Nonna Sabella) de Dino Risi
- 1957 : Lazzarella de Carlo Ludovico Bragaglia
- 1958 : Io, mammeta e tu de Carlo Ludovico Bragaglia
- 1958 : Jambes d'or (Gambe d'oro) de Turi Vasile et Antonio Margheriti
- 1958 : Carmela è una bambola (it) de Gianni Puccini
- 1958 : Caporal de semaine (Caporale di giornata) de Carlo Ludovico Bragaglia
- 1958 : Les Sept Collines de Rome (Arrivederci Roma) de Roy Rowland
- 1958 : L'amore nasce a Roma de Mario Amendola
- 1958 : Marinai donne e guai de Giorgio Simonelli
- 1959 :Perfide... ma belle! de Giorgio Simonelli
- 1960 : Les Amours d'Hercule (Gli Amori di Ercole) de Carlo Ludovico Bragaglia
- 1961 : Parlez-moi d'amour (Che femmina!! e... che dollari!) de Giorgio Simonelli
- 1961 : Cacciatori di dote de Mario Amendola
- 1961 : Pesci d'oro e bikini d'argento de Carlo Veo
- 1962 : Il sangue e la sfida de Nick Nostro
- 1962 : Nerone '71 de Filippo Walter Ratti
- 1963 : Le Jour le plus court (Il giorno più corto) de Sergio Corbucci
- 1963 : Quaranta ma non li dimostra de Peppino De Filippo
- 1963 : Totò contre les quatre (Totò contro i quattro) de Steno
- 1963 : Scanzonatissimo de Dino Verde
- 1963 : La pupa de Giuseppe Orlandini
- 1963 : Huit et demi (Otto e mezzo) de Federico Fellini
- 1963 : L'Aigle de Florence (Il magnifico avventuriero) de Riccardo Freda
- 1964 : Chansons, Fanfarons et Jeunes Poupées (Canzoni, bulli e pupe) de Carlo Infascelli
- 1965 : Les Deux Toréadors (I due toreri) de Giorgio Simonelli
- 1966 : Le Triomphe des sept desperadas (Las Siete magníficas) de Cehett Grooper, Sidney W. Pink et Rudolf Zehetgruber
- 1967 : Ti ho sposato per allegria de Luciano Salce
- 1967 : Ragan de Gilbert Kay et Luciano Lelli
- 1967 : Franco, Ciccio et les Veuves joyeuses (Franco, Ciccio e le vedove allegre) de Marino Girolami
- 1967 : Hold-up au centre nucléaire (L'assalto al centro nucleare) de Mario Caiano
- 1967 : Arrriva Dorellik de Steno
- 1968 : Il sole è di tutti de Domenico Paolella
- 1969 : Uno scacco tutto matto de Robert Fiz
- 1969 : Franco e Ciccio... ladro e guardia de Marcello Ciorciolini
- 1971 : Il sergente Klems de Sergio Grieco
- 1971 : Les Jardins du diable (I giardini del diavolo) d'Alfredo Rizzo
- 1971 : Trastevere de Fausto Tozzi
- 1976 : Jeune fille au pair (La ragazza alla pari) de Mino Guerrini
- 1983 : Vacanze di Natale de Carlo Vanzina
- 1986 : Regalo di Natale de Pupi Avati

### À la télévision

#### Série télévisée
- 1964 : Za-bum N. 2
- 1982 : Marco Polo de Giuliano Montaldo

#### Téléfilm
- 1964 : Biblioteca di Studio Uno: Il dottor Jeckill e mister Hide d'Antonello Falqui